# Castrum pizegulum
En la lengua latina, castrum significa castillo, fuerte o fortaleza y sitio donde esta acampado el ejército, y la palabra Pizegulum (también "picengolum" o "pizegolum") aparece en un documento de posesión del castillo o fortaleza Castrum Pizegulum dada a la Iglesia de Parma en un diploma dado por Conrado II de Carintia en el año 1035.
Anno Domini MCCLXIX. Et eo anno Castrum Pizegulum destructum fuit per Reginos; et Thoanum simileter fuit destructum et ad terram postratum (cita sacada de la obra "Monumenta histórica ad provincias parmensem et placentinam", Parmae: Pietri Fiaccadori, 1857; editor Angelo Pezzana).

## Historia
- Posteriormente, en un diploma dado por Federico I Barbarroja del año 1164, confirma en su posesión al monasterio o abadía de Frassinoro, Módena, con la siguiente denominación: Castrum Pizegoli sere totum cum Ecclesia (según lo que se cita en el Tomo IV de la obra de Ludovico Antonio Muratori, "Antiquitates italicae medii aevi, sive.")
- Era señor de aquel castillo al principio del siglo XIII Ugo de Bonifacio y Ugadino de Pilippo; en 1202 se colegiaron con Reggiani y realizaron un juramento de fidelidad y de guerrear en favor de otro contra los Modenese y el Señor de Gomola
- Durante el desarrollo de la citada guerra se cedió el castillo al Comune, terminada la cual volvería a su poseedor anterior
- No obstante lo dicho en el punto anterior Castrum Pizegulum quedó bajo la protección de la "Comune de Regio", y en el año 1269, según el "Memoriale" del podesta de Reggio, recogida en el Tomo VIIi de la citada obra de Muratori col. 1128, el castillo o fortaleza fue al disfrute de los habitantes de Reggio, ya que las tropas no fueron bien recompensadas (en el año MCCLXIX "anno dominus Raymundus de Taradello de Provincia, miles domini regis karoli, reginorum potestas")

- Posteriormente fue reconstruido y en el año 1338 pertenecía a la familia del señor de Dallo junto a "Aquaria"